# Ланской, Сергей Николаевич
Сергей Николаевич Ланской (1779—1814) — генерал-лейтенант русской императорской армии, погибший во время войн с Наполеоном.

## Биография
Родился в 1779 году в семье дворян Ланских Галичского уезда Костромской губернии — сын генерал-майора Николая Сергеевича Ланского (1746—1812) и его супруги Анны Петровны Тормасовой. Племянник генерала от кавалерии А. П. Тормасова и сенатора В. С. Ланского.
На военную службу был записан 23 ноября 1783 года в качестве фурьера лейб-гвардии Измайловского полка. 16 апреля 1797 года получил чин прапорщика, 8 сентября 1798 года — подпоручика. 13 марта 1801 года, получив чин штабс-ротмистра, перешёл в лейб-гвардии Конный полк с назначением адъютантом наследника престола Константина Павловича. 5 октября 1801 года получил чин ротмистра, 23 мая 1802 года перешёл на гражданскую службу: получив чин надворного советника, был зачислен в Коллегию иностранных дел, 3 июля того же года в составе российской миссии отправился в Париж, где пробыл два года. В 1805 году стал камер-юнкером.

Вскоре после начала войны с Наполеоном, 14 августа 1805 года, вернулся к военной службе, получив чин полковника Мариупольского гусарского полка. Участвовал в битвах Войны третьей коалиции на территории Австрии под началом Кутузова. Проявил храбрость в битве при Аустерлице, 12 декабря 1805 года был повышен в чине до полковника. Участвовал в отступлении к Цнайму и в сражении при Амштетене, где руководил кавалерийской атакой. 12 января 1806 года получил за это сражение ордена Св. Георгия 4-го класса 
В воздаяние отличного мужества и храбрости, оказанных в сражениях против французских войск, где 24 октября, находясь у прикрытия батарей и части пехоты, нападение неприятеля с эскадроном мужественно отражал и все покушения его уничтожал, несмотря на сильный ружейный огонь, и 8 ноября при Рауснице стремившегося отрезать фланг наш неприятеля разбил и принудил бежать с уроном, равно и во все время действия неустрашимо поступал, причем получил контузию и рублен был в голову.

В период с 16 мая 1807 по 23 марта 1808 года возглавлял Польский конный полк (с декабря 1807 года — уланский), принимал участие в сражениях кампании 1807 года. 23 марта 1808 года был произведён во флигель-адъютанты. В 1809—1811 годах нёс службу в Дунайской армии. 10 октября 1809 года, командуя Белорусским гусарским полком, проявил храбрость в сражении с османской армией под Татарицами, захватив два неприятельских знамени. В сражении под Разградом 1 июня 1810 года вновь отличился, командуя тремя эскадронами гусар, также сражался при Шумле и Батине. 3 августа 1810 года был повышен в чине до генерал-майора, 21 ноября 1810 года получил орден Св. Георгия 3-го кл. № 213 
В ознаменование отличной храбрости и мужества, оказанных в сражении против турецких войск 26-го августа при Батине.
 Кроме того, за турецкую кампанию он получил орден Св. Анны 2-й степени и 17 января 1811 года возглавил Белорусский 7-й гусарский полк.
На момент начала в 1812 году Отечественной войны его полк находился в составе 20-й бригады 6-й кавалерийской дивизии 3-го корпуса Александра Воинова Дунайской армии Павла Чичагова. 17 сентября 1812 года сражался при Любомле. Участвовал в сражении при Березине, после которого был назначен начальником кавалерии в отряд генерал-адъютанта Винценгероде и участвовал в разгроме Саксонского корпуса Ренье под Калишем, получив за это успех сразу орден Св. Владимира 2-й степени. Впоследствии участвовал во взятии Дрездена, занятии Зондергаузена и Гальберштадта, но скоро был оттеснен войсками Наполеона до Вейсенфельда и затем к Пегау. Затем сражался при Люцене, Бауцене и в так называемой Битве народов под Лейпцигом. 14 августа 1813 года под Кацбахом, командуя белорусскими и александрийскими гусарами, разбил французскую кавалерию Макдональда и вражескую пехоту на левом фланге. 15 сентября того же года Ланской получил за это сражение повышение до генерал-лейтенанта. Затем в составе армии Блюхера, командуя бригадой лёгкой кавалерии в корпусе Фабиана Остен-Сакена, участвовал в переходе через Рейн и 23 февраля 1814 года в сражении при Краоне прикрывал со своей бригадой, находившейся в авангарде армии, отступление дивизии графа Михаила Воронцова. В этом сражении он получил смертельное ранение и скончался в Намюре 18 марта 1814 года. Прах был перенесён 1819 году на православное кладбище в Гродно. 
|  |  |